# 게임 링크 케이블

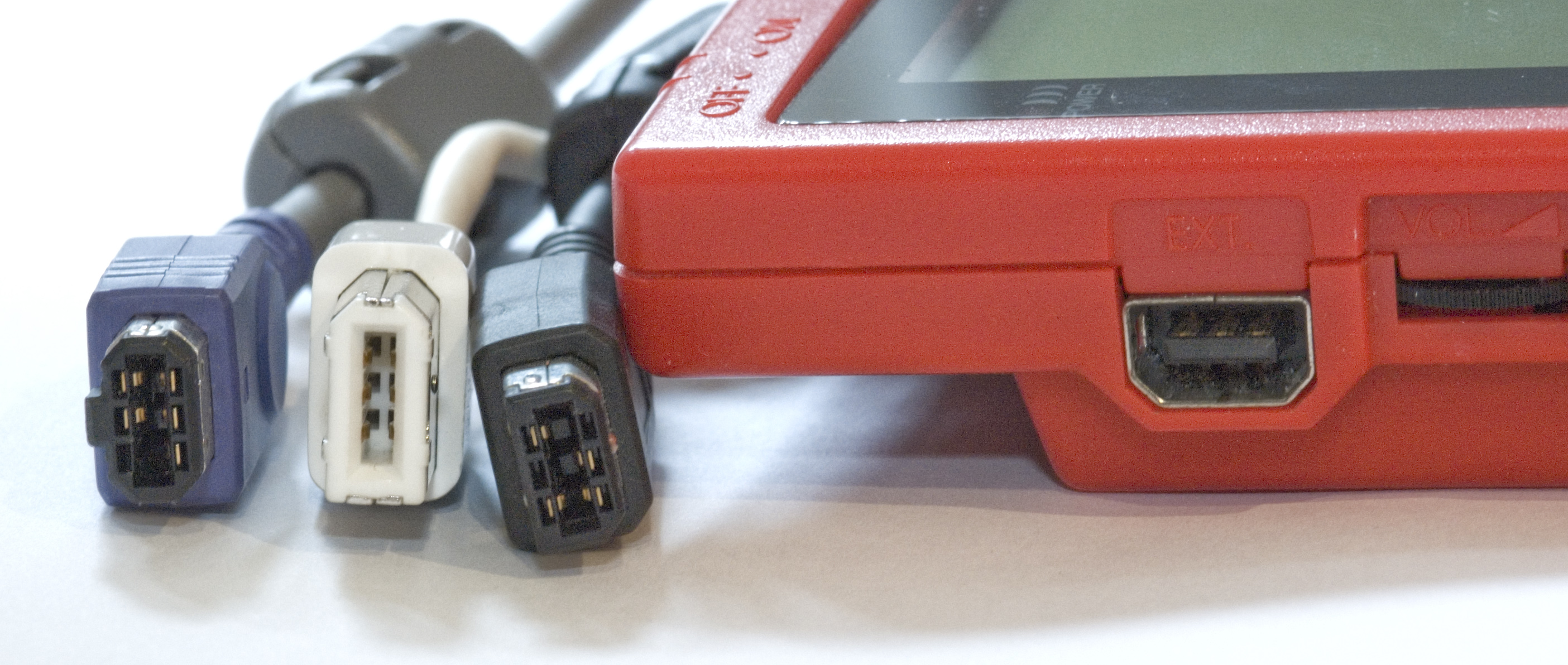
왼쪽부터 오른쪽으로 게임 보이 어드밴스 게임 링크 케이블 플러그, 파이어와이어 400 케이블 플러그, 유니버설 게임 링크 케이블, 게임 보이 포켓 링크 케이블 소켓.

닌텐도 게임 링크 케이블(Game Link Cable) 또는 통신 케이블(일본어: 通信ケーブル)은 휴대용 게임기 게임 보이의 액세서리로, 게임 보이에 연결하여 모든 종류의 멀티 플레이 게임을 지원한다. 게임 링크 케이블은 게임에 따라서 《테트리스》나 한 세트인 《포켓몬스터 적·녹》처럼 동일한 게임을 서로 연결할 수도 있다. 게임을 연결하면 대결을 하거나, 협동 플레이를 하거나, 아이템을 교환하거나, 숨겨진 요소의 잠금을 해제하는 등의 작용을 할 수 있다.
게임 링크 케이블 소켓과 커넥터 설계는 IEEE 1394/파이어와이어를 따른다.